# Ibrahim Kargbo
Ibrahim Kargbo (Freetown, 10 april 1982) is een Sierra Leoons voormalig betaald voetballer, die als verdediger of middenvelder speelde. Hij werd destijds bekend als libero van RWDM en Sporting Charleroi in België, en speelde daarna vier jaar voor Willem II uit het Nederlandse Tilburg. Kargbo speelde 29 interlands voor het Sierra Leoons voetbalelftal.

## Clubvoetbal

### Jeugd
Kargbo kwam op jonge leeftijd naar Europa om, na een periode in Zweden, opgeleid te worden bij de jeugd van Feyenoord. Daarna vertrok hij naar België.

### België
Kargbo speelde eerst in België voor RWDM. Eerst als huurling van Feyenoord en nadat hij in 2001 bij RSC Anderlecht leek te gaan tekenen - maar daar uiteindelijk toch van afzag - werd hij definitief overgenomen. Kargbo stond gauw te boek zowel als een technisch zeer onderlegde als een beenharde verdediger die regelmatig eens een rood karton te zien kreeg. In 2002 was een overgang naar AC Perugia in Italië bijna rond, maar toen daar die zomer een nieuwe regeling van kracht werd die het aantal buitenlandse spelers beperkte tot drie, viel hij buiten de boot en ging hij spelen voor Sporting Charleroi. Na een kort verblijf in Turkije bij Malatyaspor ging hij de zomer van 2005 weer terug naar Molenbeek, dat inmiddels gefuseerd was tot FC Brussels. In de zomer van 2006 tekende hij een driejarig contract bij het Nederlandse Willem II.

### Willem II
Op 15 juli 2006 debuteerde hij voor de Tricolores in een oefenwedstrijd tegen een selectie van spelers uit Diessen. Enkele dagen later speelde hij ook tegen Ipswich Town mee, maar later zou blijken dat hij in deze wedstrijden zonder officiële toestemming had gespeeld; zijn tewerkstellingsvergunning was nog niet rond. Daardoor miste hij de oefenwedstrijd tegen een selectie uit Alphen. Aan het einde van de week waren de papieren in orde en kon de verdediger weer legaal meespelen.
In zijn eerste seizoen als speler van Willem II begon hij als centrale verdediger, maar uit tactische overwegingen verhuisde Kargbo naar het middenveld. Daar zou hij uitgroeien tot een van de belangrijkste spelers van Willem II. Hij werd na afloop van het seizoen door de supporters tijdens een slotbijeenkomst van de supportersclub gekozen tot Willem II'er van het jaar. Hierbij bleef hij de populaire Frank Demouge en Frank van der Struijk voor.
Ook in zijn tweede seizoen in Tilburg was Kargbo een van de sterkhouders van de ploeg. Ondanks een zeer matig jaar voor Willem II, was Kargbo wekelijks een van de betere spelers. Vanaf november speelde de international met een gebroken kleine teen, tot de pijn in maart ondraaglijk werd. Na overleg werd besloten tot een operatie en revalidatie.
Na het duel met FC Twente zou voetballer Marko Arnautović zich discriminerend hebben uitgelaten tegenover Kargbo. Kargbo verklaarde dat de Oostenrijkse aanvaller hem had uitgemaakt voor "black nigger". Arnautović ontkende dit twee dagen later. Na het duel maakte de KNVB bekend een vooronderzoek in te stellen naar het plaatsgevonden incident, om te beoordelen of een vervolging van Arnautović op zijn plaats was. Vanwege een gebrek aan wettig en overtuigend bewijs seponeerde de voetbalbond de zaak.

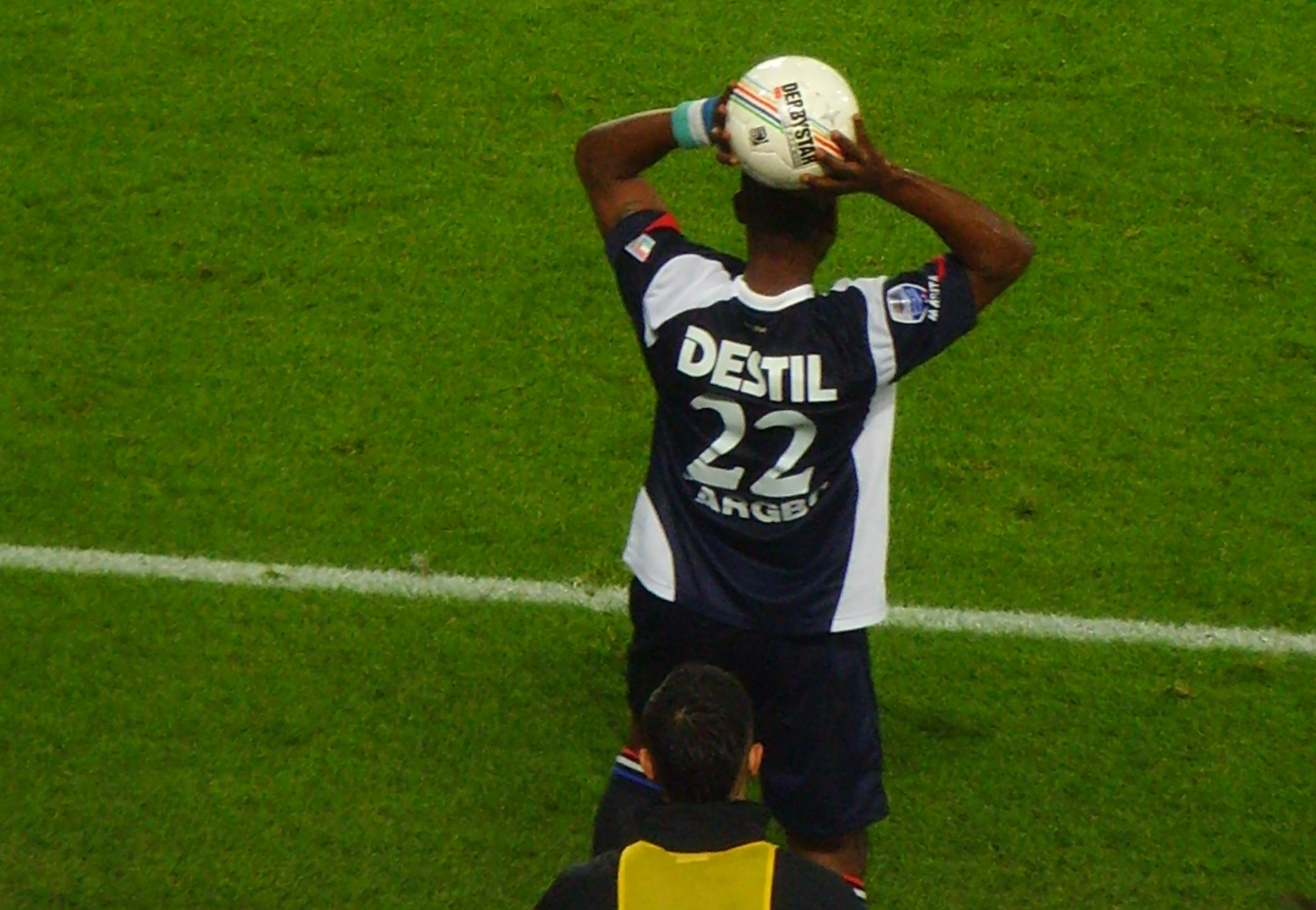
Kargbo in het shirt van Willem II.

Het seizoen 2009/10 was voor Kargbo een seizoen van conflicten. De magere prestaties van zijn ploeg leken door te slaan op het gedrag van de middenvelder. In de winterstop werd hij door trainer Alfons Groenendijk uit de selectie gezet omdat hij te laat terugkeerde uit Sierra Leone. Later keerde hij terug in de selectie. Ook met de opvolger van Groenendijk, Arno Pijpers, kwam Kargbo in conflict. Hij zou geweigerd hebben te spelen tegen PSV. Daarop ontving hij een boete en werd hij opnieuw naar de beloften teruggezet. Uit alles leek dat dit definitief zou zijn en dat Kargbo zo snel mogelijk zou vertrekken bij Willem II. Toch kreeg hij een nieuwe kans en dat mondde uit in een invalbeurt in de laatste competitiewedstrijd tegen Roda JC.

### Latere carrière
Op 7 juli 2010 werd bekendgemaakt dat Kargbo Willem II definitief de rug toekeerde. Hij tekende bij FK Bakoe uit Azerbeidzjan een contract voor een jaar. In mei 2013 liep zijn contract af.
In 2013 speelde Kargbo één wedstrijd voor RWDM Brussels FC in de tweede klasse. In het seizoen 2014/15 speelt Kargbo bij Atlético in de Portugese Segunda Liga. Later dat jaar kwam hij kort uit voor Thamesmead Town FC dat uitkwam in de Isthmian Football League Division One North (het achtste niveau in Engeland). In februari 2016 sloot Kargbo aan bij Welling United uit de National League. In het seizoen 2016/17 komt Kargbo uit voor Dulwich Hamlet in de Isthmian Football League.

## Clubstatistieken
| Seizoen                     | Land                        | Club                        | Competitie    | Duels | Goals |
| --------------------------- | --------------------------- | --------------------------- | ------------- | ----- | ----- |
| 2000/01                     | België                      | RWD Molenbeek               | Eerste Klasse | 29    | 0     |
| 2001/02                     | België                      | RWD Molenbeek               | Eerste Klasse | 30    | 0     |
| 2002/03                     | België                      | Sporting Charleroi          | Eerste Klasse | 28    | 1     |
| 2003/04                     | België                      | Sporting Charleroi          | Eerste Klasse | 28    | 0     |
| 2004/05                     | België                      | Sporting Charleroi          | Eerste Klasse | 24    | 0     |
| 2005/06                     | Turkije                     | Malatyaspor                 | TFF 1. Lig    | 1     | 0     |
|                             | België                      | FC Brussels                 | Eerste Klasse | 26    | 1     |
| 2006/07                     | Nederland                   | Willem II                   | Eredivisie    | 32    | 1     |
| 2007/08                     | Nederland                   | Willem II                   | Eredivisie    | 29    | 2     |
| 2008/09                     | Nederland                   | Willem II                   | Eredivisie    | 30    | 0     |
| 2009/10                     | Nederland                   | Willem II                   | Eredivisie    | 22    | 0     |
| 2010/11                     | Azerbeidzjan                | FK Bakoe                    | Yüksək Dəstə  | 53    | 0     |
| Bijgewerkt tot 15 juni 2011 | Bijgewerkt tot 15 juni 2011 | Bijgewerkt tot 15 juni 2011 | Totaal        | 332   | 5     |

## Liefdadigheid
Samen met de stichting CARE werkt Kargbo in Sierra Leone aan de wederopbouw van zijn door een burgeroorlog getroffen geboorteland. Voor zijn liefdadigheidswerk ontving hij in oktober 2008 de Football for Peace Award van de mondiale spelersvakbond FIFPro, samen met een cheque van €10.000,-. Deze prijs wordt jaarlijks uitgereikt aan een speler of instelling die zich verdienstelijk maakt op charitatief gebied. De verdediger kondigde aan het bedrag te besteden aan een nieuw project.

## In opspraak
De Sierra Leoonse voetbalbond en het ministerie van Sport schorsten Kargbo, samen met veertien andere spelers en officials, in juli 2014 voor het spelen van internationaal voetbal op grond van verdenkingen van matchfixing tijdens een kwalificatiewedstrijd voor de African Cup of Nations in 2008 tegen Zuid-Afrika (0-0).
Hij kwam op 15 februari 2016 in het nieuws, omdat hij door de KNVB werd verdacht van matchfixing bij Willem II. Hij zou hebben moeten zorgen voor een bepaalde uitslag, waardoor een Aziatische bende en Kargbo zelf grote bedragen konden verdienen op de gokmarkt. Het Openbaar Ministerie besloot in november 2017 om hem niet te vervolgen vanwege gebrek aan bewijs.
In april 2019 werd Kargbo alsnog voor het leven geschorst door de FIFA. Hij onderhield nauwe banden met de beruchte matchfixer Wilson Raj Perumal.